# Ruslan Neščeret
Ruslan Oleksijovyč Neščeret (in ucraino Руслан Олексійович Нещерет?; Mukačevo, 22 gennaio 2002) è un calciatore ucraino, portiere della Dinamo Kiev.

## Caratteristiche tecniche
È un portiere abile sia negli interventi su tiri dalla lunga distanza, sia su quelli da distanza ravvicinata. È considerato un ottimo para rigori.

## Carriera

### Club
Cresciuto nel settore giovanile della Dinamo Kiev, ha esordito in prima squadra il 31 ottobre 2020 disputando da titolare l'incontro di Prem"jer-liha vinto per 2-1 contro il Dnipro-1. Neščeret fa il suo esordio in competizioni europee il 4 novembre 2020 giocando l'incontro valido per la fase a gironi di UEFA Champions League contro il Barcellona. Pur non riuscendo ad evitare la sconfitta (2-1), il portiere si è messo in mostra eseguendo dodici parate al Camp Nou. È risultato inoltre il terzo portiere ad aver effettuato più parate in un singolo match di Champions League.

### Nazionale
Vanta oltre 15 presenze con le rappresentative giovanili ucraine.
Nel giugno 2023 viene convocato per il campionato europeo Under-21 organizzato in Georgia e Romania.

## Statistiche
Statistiche aggiornate al 5 giugno 2024.

### Presenze e reti nei club
| Stagione        | Squadra         | Campionato      | Campionato | Campionato | Coppe nazionali | Coppe nazionali | Coppe nazionali | Coppe continentali | Coppe continentali | Coppe continentali | Altre coppe | Altre coppe | Altre coppe | Totale | Totale | Totale |
| Stagione        | Squadra         | Comp            | Pres       | Reti       | Comp            | Pres            | Reti            | Comp               | Pres               | Reti               | Comp        | Pres        | Reti        | Pres   | Reti   |        |
| --------------- | --------------- | --------------- | ---------- | ---------- | --------------- | --------------- | --------------- | ------------------ | ------------------ | ------------------ | ----------- | ----------- | ----------- | ------ | ------ | ------ |
| 2020-2021       | Dinamo Kiev     | PL              | 3          | -4         | KU              | 0               | 0               | UCL+UEL            | 1+0                | -2+0               | SU          | 0           | 0           | 4      | -6     |        |
| 2021-2022       | Dinamo Kiev     | PL              | 0          | 0          | KU              | 0               | 0               | UCL                | 0                  | 0                  | SU          | 0           | 0           | 0      | 0      |        |
| 2022-2023       | Dinamo Kiev     | PL              | 20         | -18        | -               | -               | -               | UCL+UEL            | 0+2                | 0+-4               | -           | -           | -           | 22     | -22    |        |
| 2023-2024       | Dinamo Kiev     | PL              | 4          | -7         | KU              | 1               | -1              | UEC                | 0                  | 0                  |             | -           | -           | 5      | -8     |        |
| Totale carriera | Totale carriera | Totale carriera | 27         | -29        |                 | 1               | -1              |                    | 3                  | -6                 |             | 0           | 0           | 31     | -36    |        |

## Palmarès

### Club

#### Competizioni nazionali
- Supercoppa d'Ucraina: 1

Dinamo Kiev: 2020
- Campionato ucraino: 2

Dinamo Kiev: 2020-2021, 2024-2025
- Coppa d'Ucraina: 1

Dinamo Kiev: 2020-2021